# Kalju Pitksaar
Kalju Pitksaar (Tallinn, 18 de maig de 1931 – Tallinn 26 de setembre de 1995) fou un jugador d'escacs estonià.

## Resultats destacats en competició
Pitksaar va participar per primer cop al campionat d'escacs d'Estònia el 1947, quan tenia només 16 anys; en aquest campionat hi obtingué l'or un cop, el 1957, i dues plates, els anys 1951 i 1958.
El 1950 fou segon al tradicional Torneig Nacional a Pärnu. El 1952 va guanyar el campionat d'escacs del Bàltic, i el mateix any empatà als llocs 2n-3r a Krasnodar als quarts de final del campionat de l'URSS.
El 1958 Pitksaar va jugar, representat Estònia, al Campionat Soviètic per Equips a Vilnius, en què el seu equip, liderat per Paul Keres, acabà en una bona quarta posició.
Aquell mateix 1958 la carrera de Pitksaar es va veure abruptament interrompuda - fou desqualificat amb la fórmula «li cal millorar la conducta». Durant més de vint anys va deixar de participar en torneigs d'escacs. El 1981 però va retornar i va guanyar el campionat d'escacs de Tallinn. El seu darrer torneig fou la semifinal de l'Olimpíada d'escacs per correspondència (1992-1996).